# Triangle (2009)
Triangle is een Brits-Australische horrorfilm uit 2009.
De film, die met bijna £1,5 miljoen Britse overheidssteun werd gemaakt, ging op 27 augustus 2009 in première op het London FrightFest Film Festival.

## Verhaal
Jess is een alleenstaande moeder met een autistisch zoontje die door een vriend, Greg, wordt uitgenodigd voor een zeiltocht, met nog een vriend van Greg, Jack, en een bevriend koppel, Downey en Sally, dat ook nog een vriendin, Heather, meebrengt.
Onderweg komen ze in een plotse storm terecht. Terwijl Jess, Downet, Sally en Heather zich schuilhouden onder de boot terwijl Greg en Jack proberen de boot te besturen. Als er water onder de boot loopt wordt Heather door de stroming uit een raam gezogen, ondanks poging haar vast te houden. Hierna kapseist de boot.
De storm verdwijnt al even snel als hij kwam en de anderen kunnen op de kiel van de boot klimmen.
Vandaar zien ze een oceaanlijner hun richting uitkomen en als die langs hen vaart gaan ze aan boord.
Het schip blijkt echter verlaten te zijn, en er beginnen vreemde dingen te gebeuren.
Zo heeft Jess een constant déjà vugevoel, vindt de groep bloedsporen, vindt Jess haar eigen sleutels en ontdekken ze een in bloed geschreven tekst op een spiegel.
De tekst leidt hen naar de theaterzaal, waar een gemaskerd persoon Greg, Sally en Downey neerschiet.
Diezelfde persoon had vlak daarvoor Jack al gedood en gaat nu ook achter Jess aan.
Die slaagt er ten slotte echter in de persoon overboord te gooien.
Dan ziet ze het gekapseisde zeiljacht met de opvarenden, inclusief zichzelf, springlevend op de kiel voorbijdrijven.
Net als de eerste keer komen ze aan boord en dezelfde gebeurtenissen herhalen zich.
Zo ontdekt Jess dat ze vastzit in een tijdlus die telkens herhaalt als iedereen behalve zij zelf dood is.
De gemaskerde persoon blijkt Jess zelf te zijn, uit een eerdere herhaling, die iedereen vermoordt om bij de volgende herhaling te vermijden dat ze aan boord komen.
Dat mislukt echter telkens als ze door de nieuwgekomen Jess overboord wordt gegooid.
Na overboord te zijn gegooid spoelt ze aan op een strand niet zo ver van haar huis in Miami.
Thuisgekomen ziet Jess hoe een andere versie van haar roept en tiert tegen haar zoontje.
Ze besluit haar alter ego te vermoorden en diens plaats in te nemen teneinde een betere moeder te worden voor hem en meteen ook de tijdlus te doorbreken.
Vervolgens rijdt ze weg met haar zoontje achterin en het lijk in de koffer.
Onderweg rijden ze een zeemeeuw aan, en als ze die van een klif wil gooien ziet ze op de bodem een hele stapen dode meeuwen liggen.
Afgeleid wijkt ze wat later van haar baanvak af en rijdt in op een vrachtwagen, waarbij haar zoontje omkomt.
Jess zelf verliest haar recente geheugen en wordt door een hulpvaardige taxichauffeur naar de haven gebracht, waar ze met Greg en de anderen opnieuw op zeiltocht vertrekt.

## Rolbezetting
| Acteur          | Personage | Opmerkingen               |
| --------------- | --------- | ------------------------- |
| Melissa George  | Jess      | Protagoniste              |
| Michael Dorman  | Greg      | Schipper                  |
| Liam Hemsworth  | Victor    | Vriend van Greg           |
| Rachael Carpani | Sally     | Vrouw van bevriend koppel |
| Henry Nixon     | Downey    | Man van bevriend koppel   |
| Emma Lung       | Heather   | Vriendin van Sally        |
| Joshua McIvor   | Tommy     | Jess'autistische zoontje  |
| Bryan Probets   |           | Taxichauffeur             |